# Isomerida vittata
Isomerida vittata är en skalbaggsart som först beskrevs av Francis Polkinghorne Pascoe 1858.  Isomerida vittata ingår i släktet Isomerida och familjen långhorningar. Inga underarter finns listade i Catalogue of Life.